# Лей Цзу
Лей Цзу (кит. 嫘祖, піньїнь: Léi Zǔ, також відома як Сі Ліншуй (кит. спр. 西陵氏, піньїнь: Xī Líng shì) — легендарна китайська імператриця, дружина «Жовтого імператора». 
Згідно з легендами, їй приписується відкриття в XXVII столітті до н. е. шовку, шовківництва і винахід шовкового ткацького верстата.